# Benelucky
Benelucky – oficjalna maskotka Mistrzostw Europy w Piłce Nożnej 2000 w Belgii i w Holandii.
Maskotka została wybrana spośród 5000 innych kandydatur do oficjalnej maskotki turnieju. To lew (symbol herbów Belgii i Holandii z ogonem diabła (Czerwone Diabły – pseudonim reprezentacji Belgii) z ludzkimi rękami oraz grzywą w barwach flag Belgii i Holandii. Imię pochodzi z Beneluksu – regionu składającego się z trzech sąsiadujących ze sobą monarchii: Belgii, Holandii i Luksemburga, natomiast końcówka „-lucky” życzy reprezentacjom uczestniczącym w turnieju „powodzenia”. Nosi także buty piłkarskie oraz trzyma piłkę pod lewym ramieniem. Przypomina również
Portal 90.min.com uznał Benelucky'ego najlepszą maskotką w historii mistrzostw Europy.